# Сан-Мигел-Арканжу (Сан-Паулу)
Сан-Мигел-Арканжу (порт. São Miguel Arcanjo)  —  муниципалитет в Бразилии, входит в штат Сан-Паулу. Составная часть мезорегиона Макрорегион агломерации Сан-Паулу. Входит в экономико-статистический  микрорегион Пьедади. Население составляет 34 801 человек на 2006 год. Занимает площадь 930,012 км². Плотность населения — 37,4 чел./км².

## История
Город основан 1 апреля 1889 года.

## Статистика
- Валовой внутренний продукт на 2003 составляет 220.229.393,00 реалов (данные: Бразильский институт географии и статистики).
- Валовой внутренний продукт на душу населения на 2003 составляет 6.680,70 реалов (данные: Бразильский институт географии и статистики).
- Индекс развития человеческого потенциала на 2000 составляет 0,769 (данные: Программа развития ООН).